# Freja Beha Erichsen
Freja Beha Erichsen, aussi connue sous le nom de Freja Beha, née le 18 octobre 1987 à Roskilde au Danemark, est un mannequin. Sa première apparition a eu lieu en 2005.

## Biographie
Freja Beha est découverte dans la rue à Copenhague par un agent. Elle signera par la suite avec l'agence IMG.
Elle fait ses débuts sur les podiums en défilant pour la collection automne/hiver 2006-2007 de Prada, et ouvre le show Miu Miu. Un défilé qui lui vaudra quelques mois plus tard de poser en couverture du magazine Vogue Paris de novembre 2005 aux côtés des mannequins Mariacarla Boscono, Natasha Poly, Vlada Roslyakova, Solange Wilvert et Tasha Tilberg, photographiées par Mario Testino.
En 2007, Karl Lagerfeld est fasciné par l'allure androgyne de la jeune femme et la fait défiler pour Chanel.
En août 2010, Freja Beha pose en couverture de Vogue Paris, sous l'objectif de David Sims.
Elle apparaît également dans les campagnes publicitaires automne/hiver 2010-2011 des maisons Chanel, Valentino, Max Mara et Tom Ford.
En 2011, elle devient l'égérie publicitaire du parfum Valentina de Valentino et fait ses premiers pas en tant qu'actrice dans le court-métrage The Tale of a Fairy de Karl Lagerfeld, aux côtés d'Anna Mouglalis. En 2013, elle crée une collection capsule avec la marque Mother. Les bénéfices sont reversés à Médecins sans frontières. Elle annonce également son intention de moins défiler dans les fashion weeks.

### Divers
Son charisme et sa beauté atypique (selon la rédactrice en chef du Elle magazine Danois, Sille Henning) lui ont permis de participer à beaucoup de défilés : Jean Paul Gaultier, Donna Karan, Christian Lacroix, Dolce & Gabbana, Prada mais aussi Givenchy ou Chanel et bien d'autres.
Elle possède plusieurs tatouages.

## Ses campagnes publicitaires et couvertures

### Ses campagnes publicitaires
Balenciaga, Balmain, Calvin Klein, Chanel, Chloé, Emporio Armani, GAP, Gianfranco Ferré, Gucci, H&M, Harry Winston, Hermès, Hugo Boss, Isabel Marant, J Brand (en), Jil Sander, JOOP! (en), Mads Norgaard, Zara, Karl Lagerfeld, Pringle of Scotland, Max Mara, Printemps ou encore Roberto Cavalli et Valentino.

### Ses couvertures de magazines
- Vogue Corée : Mars 2009[3]
- Vogue Nippon : février 2009[4]
- Vogue Paris : août 2010
- Vogue Brésil : Mars 2011[5]